# ジェニー・モレン
ジェニー・モレン（Jenny Mollen、1979年5月30日 - ）は、アメリカ合衆国の女優。

## 出演作品
- Hawaii Five-0 シーズン3
- SUITS/スーツ　（シーズン1
- CSI:ニューヨーク7
- LAW & ORDER:LA
- ｃｒａｓｈ　クラッシュ シーズン2
- デスリング（ウェンディ・ボールドウィン）
- バタリアン5（ジェニー）